# El Senyor dels Anells, el joc de rol
Aquest article tracta del joc de Decipher. Pel joc de I.C.E., vegeu El Senyor dels Anells, el joc de rol de la Terra Mitjana
El Senyor dels Anells, el joc de rol (The Lord of the Rings Roleplaying Game segóns el seu títol original en anglès) és el segon joc de rol oficialment situat en la Terra Mitjana, el món de fantasia creat per J. R. R. Tolkien. Va ser dissenyat per Steve S. Long (entre d'altres) i fou publicat per primer cop als Estats Units el 2000 per l'Editorial Decipher Inc. El joc al que succeeix es titulava El Senyor dels Anells, el joc de rol de la Terra Mitjana, abans editat per Iron Crown Enterprises (I.C.E.) però avui dia completament descatalogat dés de 1999 per la fallida econòmica de I.C.E.
No està traduït en català (com era el cas de El Senyor dels Anells, el joc de rol de la Terra Mitjana) però l'editorial madrilenya La Factoría de Ideas el publica en castellà des de 2002.

## Sistema de joc
El sistema de joc de The Lord of the Rings Roleplaying Game es basa en la següent equació: 2D6+nivell d'habilitat vs dificultat o Número Objectiu. Posa èmfasi en la interpretació, les característiques personals de cada personatge i en la crònica, o narració, que el màster pot dur a terme. D'aquesta manera, s'obtenen personatges que no són només un munt de números sense sentit, i qui els interpreta pot treballar amb ells com ho desitgi. Es pot destacar que el sistema CODAST (així es denomina el sistema de Decipher) té incorporat certs elements o regles d'altres jocs, com Ars Magica (els nivells de ferides) o La llegenda dels cinc anells (regles per a batalles massives). N'hi ha prou amb pensar en el seu basament, semblant al sistema D20 de la tercera edició de Dungeons & Dragons.

## Suplements
Actualment ha obtingut nombrosos suplements, seguint el fil argumental de les pel·lícules. D'aquesta manera, han aparegut nous llibres on es detalla com reproduir fidelment els fets esdevinguts en La Germandat de l'Anell, Les Dues Torres o El Retorn del Rei. També s'han publicat diversos suplements on s'expandeix el bestiari i la màgia de la Terra Mitjana de forma significativa.